# In These Times (Album)
In These Times ist ein Jazzalbum von Makaya McCraven. Die in einem Zeitraum von sieben Jahren in verschiedenen Studios in Chicago, Minneapolis, Detroit und Los Angeles entstandenen Aufnahmen erschienen am 22. September 2022 auf International Anthem.
Das Album kombiniert Elemente des Jazz mit Einflüssen aus Hip-Hop, Funk und elektronischer Musik. In These Times wird oft für seine innovative Herangehensweise an die Jazzmusik gelobt, die traditionelle Strukturen aufbricht und neue Klanglandschaften erkundet.

## Hintergrund
Makaya McCraven arbeitete fast so lange an „In These Times“, wie man ihn in der Musikszene kenne, schrieb Ryan Leas. Seit 2015 befindet sich McCraven in einer produktiven Phase, in der er eine Vielzahl unterschiedlicher Projekte veröffentlicht hat, die oft von der Kritik hoch gelobt wurden, und die ganze Zeit über wurden die Grundlagen für In These Times konzipiert, geschrieben, aufgeführt, aufgenommen, gespleißt, neu interpretiert. Auf dem Album mischt McCraven seine „organische Beatmusik“ mit Eigenkompositionen und üppigen Orchesterarrangements, die an den symphonischen Soul der 1970er Jahre erinnern würden, notierte Stuart Smith. Das Album wurde über sieben Jahre aufgenommen und bringt mehrere von McCravens regelmäßigen Mitarbeitern zusammen, darunter Brandee Younger, Junius Paul, Joel Ross, Greg Ward, Marquis Hill und Rob Clearfield; insgesamt sechzehn Musiker waren daran beteiligt. „In These Times“ ist eine Suite mit elf Stücken, deren Entstehungsgeschichte vor der Veröffentlichung seines bahnbrechenden Debüts „In the Moment“ aus dem Jahr 2015 zurückreicht.
Wie die meisten seiner Alben hat der Produzent und Multi-Instrumentalist McCraven dieses Album aus einer Reihe von Jamsessions und Live-Auftritten gemeißelt und setzt damit das Erbe des Produzenten Teo Macero und seiner Arbeit an Miles-Davis-Alben wie Live Evil (1971) und On the Corner (1972) fort, notierte Alan Ranta. Das Werk wurde bei Sessions in vier verschiedenen Live-Veranstaltungsräumen und fünf verschiedenen Studios eingespielt. Trotz der großen Zahl an beteiligten Musikern hört man jedoch keine großen Ensembles, schrieb John Garratt. Vielmehr erlebe man eine Reihe von Combos, die dank McCravens Kompositionen, Schlagzeugstil und der Verwendung von Sampling „eine bestimmte musikalische DNA gemeinsam haben.“
Der Titeltrack präsentiert Harry Belafonte, der über die mythische afroamerikanische Figur John Henry spricht und diese Platte „im anhaltenden Kampf um die Selbstbestimmung der Schwarzen“ verortet. In Anlehnung an McCravens frühere Veröffentlichungen beginnt das Album mit lebhaften Publikumsklängen, um dann Tonschleifen von Harfe, Orchesterinstrumenten und Schlagzeug zu weichen. Gespeist durch schimmernden Hall, wirbele die Musik hinter einer Stimme, die aus dem Chicagoer Rundfunkarchiv von Studs Terkel gesampelt wurde. Ein Mann spricht davon, diejenigen zu ehren, die beim Bau dieser Stadt gestorben sind, indem sie ihre Arbeit fortsetzen. „Wir müssen es zu Ende bringen“, drängt er, während sich die Schleife hinter ihm beschleunigt, bevor sich daraus eine langsame und würdevolle Soul-Elegie entwickelt.
McCraven, Sohn des afroamerikanischen Expatriate-Jazz-Schlagzeugers Stephen McCraven und der ungarischen Sängerin und Flötistin Ágnes Zsigmondi, räumt ein, dass seine Musik „eine Vielsprachigkeit von Klängen und Stilen“ ist:
„In These Times ist besonders von den Platten beeinflusst, die mein Vater und meine Mutter gemacht haben und mit denen ich aufgewachsen bin“, sagte McCraven. „Aber wo die Musik meiner Mutter meine Arbeit besonders beeinflusst, ist die Verwendung vieler ungerader Metren – 7/8, 11/8 und andere – die in den Rhythmen der Roma-Musik, etwa in Tänzen, sehr verbreitet sind. Das hat mir wirklich eine Liebe für die Dinge gegeben, die unter das breite Etikett der Volksmusik fallen, die ich immer als Musik der Menschen gesehen habe, die von Generation zu Generation durch mündlicher Überlieferung gelernt wurde.“

### Historische Bezüge
Alan Ranta sieht in McCravens Herangehensweise Bezüge zu Produktionen in den späten 1990er- und frühen 2000er-Jahren, als „Kistengräber“ wie Guru (Jazzmatazz Vol. 1), A Tribe Called Quest (The Low End Theory), J Dilla (Welcome 2 Detroit) und Pete Rock (PeteStrumentals) die „Kluft zwischen dem goldenen Zeitalter des Jazz und modernem Hip-Hop“ überbrückt hätten. McCravens Umgang mit kulturellen Bezügen ähnle in seiner Originalität der von Will 'Quantic' Holland, als dieser 2003 das Quantic Soul Orchestra gegründet hatte, eine Funkband, in der keine Samples verwendet wurden, nachdem seine frühen Sample-lastigen Breakbeat-Alben ein Publikum gefunden hatten. Seine Absicht sei es gewesen, so Alan Ranta, künftigen Generationen wiederum festes Material zum Hören zu geben.

## Titelliste

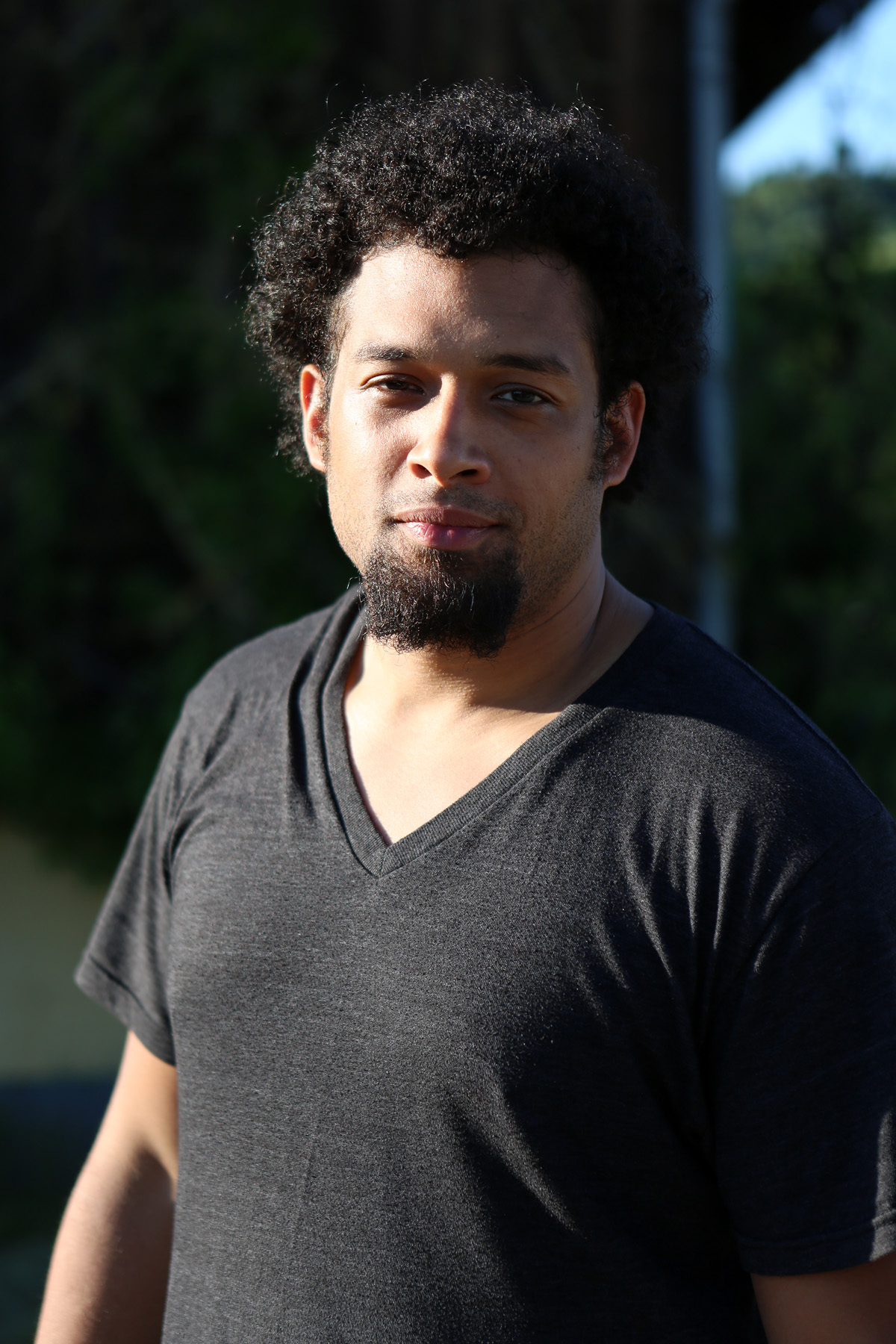
Makaye McCraven mit dem Bobby Broom Trio auf dem INNtöne Jazzfestival 2013

- Makaya McCraven: In These Times (International Anthem)[8]

1. In These Times 7:09
2. The Fours 3:26
3. High Fives 3:39
4. Dream Another 3:12
5. Lullaby 3:33
6. This Place That Place 3:56
7. The Calling 1:47
8. Seventh String 3:05
9. So Ubuji 3:01
10. The Knew Untitled 4:27
11. The Title 3:57

Die Kompositionen stammen von Makaya McCraven; außer „Lullaby“, komponiert von Makaya McCraven, basierend auf einem (gleichnamigen) Lied, das in den späten 1970er Jahren von Péter Dabasi und Ágnes Zsigmondi für Kolinda geschrieben wurde. „In These Times“ enthält einen Audioauszug aus dem Studs Terkel Radio Archive des Chicago History Museum und WFMT.

## Rezeption

### Rezensionen

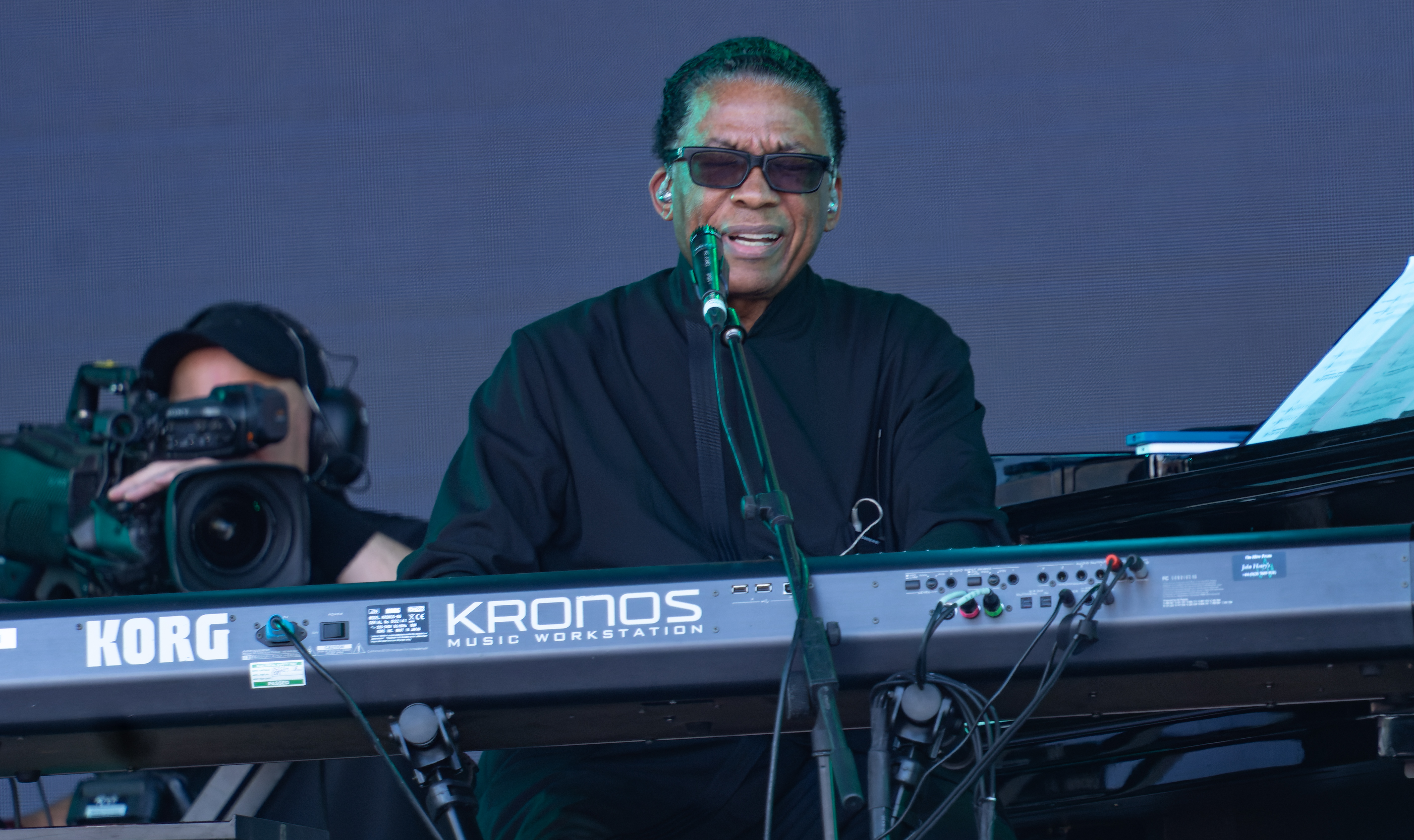
Herbie Hancock bei seinem Auftritt beim Glastonbury Festival 2022

Man kann mit Sicherheit sagen, dass diese Musik für einen Jazz-Puristen aus der Mitte des 20. Jahrhunderts weit außerhalb ihrer Definition liegen würde, meint Noah Sparkes (Treble). Aber bereits von seinen eigenen synkretistischen Anfängen an habe sich der Jazz immer mit seiner Umgebung auseinandergesetzt. Von Dizzy Gillespies Einbeziehung afrokubanischer Rhythmen bis zu den [elektrisch] verstärkten Experimenten von Miles Davis; von Herbie Hancocks Übergang zum Funk bis zu John Coltranes Besessenheit von indischen Formen habe der Jazz immer wieder bewiesen, dass er eine formbare, vielseitige Sache ist. In These Times sei ein weiteres eindrucksvolles Beispiel für McCravens Suche nach einem organischen, aber modernen Sound. Ähnlich wie die vielen Experimente von Miles Davis mit dem Genre [Jazz] und den Produktionsverfahren sei McCraven kompromisslos experimentierfreudig, aber niemals befremdlich. Für Fans dieses eher explorativen, Genre-agnostischen Jazz sei dieses Album durchaus hörenswert.
Dave Sumner schrieb in Bandcamp Daily, dies stelle Makaya McCravens große Vision dar. Seine Aufnahmen davor seien die phantasievollen Experimente eines Künstlers gewesen, der zunächst alles sortiert habe. Der Schlagzeuger choreografiert tanzbare Beats, satte Streicher, spritzige Melodien und deren plapperndes Zusammenspiel zu einem einsamen Fluss. Überall herrscht eine vorherrschende Melodie. Während man einige herausragende Beispiele moderner Jazzmusiker erlebt habe, die aktualisierte Versionen des Jazz der 1960er-Jahre geschaffen haben, präsentiere sich In These Times als die nächste Stufe in der Evolution, sowohl als Weiterentwicklung des Jazzmediums als auch als Herausstellung von McCravens persönlicher kreativer Stimme.
Nach Ansicht von Kitty Empire, die das Album in Guardian rezensierte, mangele es nicht an elegischen Bläserstimmen oder intensiven Taktarten – doch es würde hier ein Gefühl der großzügigen Entflechtung vorherrschen, mit Hip-Hop-Breakbeats (auf einem herausragenden „Dream Another“) und Anspielungen auf maschinengefertigte Musik inmitten der üppigen orchestralen und genreunabhängigen Instrumentierung des Albums. Und doch könne das verträumte Murmeln von Brandee Youngers Harfenspiel nicht anders, als kosmischen Jazz heraufzubeschwören, und McCraven selbst agiere virtuos in Polyrhythmen, etwa in „Seventh String“.
Stuart Smith (Bandcamp) meinte, so großartig das alles auch klinge, habe die Musik durchaus eine echte Dringlichkeit, von McCravens Trommeln mit seltsamen Taktarten bis hin zum leidenschaftlichen Tenorsaxophonspiel von Irvin Pierce. Mit In These Times habe McCraven seine Kunst auf ein neues Level gehoben.
In These Times erinnere manchmal an das Livealbum Universal Beings, meint Andy Cush (Pitchfork Media); obwohl es einige der gleichen Kompositionstechniken wie zuvor verwende, sei es eindeutig das Produkt einer bewussteren Arbeit, die geleistet wurde, bevor die Musiker ihre Instrumente in die Hand nahmen. Beim ersten Hören klinge es meistens so, als würden sie Noten aus einer Partitur lesen. Und doch behalte es die unverkennbare rhythmische Prägung des Hip-Hop. McCraven bevorzuge Metren, die nur einen Bruchteil eines Beats kürzer oder länger sind als erwartet, was den Effekt eines Loop-Samples erzeuge, das auf eine etwas verkehrte Länge geschnitten wurde.
„Dream Another“ kündige sich mit einem einfachen Trommelschlag an, schrieb Stuart Derdeyn in Vancouver Sun; die schroffe Einfachheit werde in Momenten mit gummiartigen Bässen im Motown-Stil, einem schwirrenden Gitarren-Lick und einer glitzernden Harfe überlagert. Zu dem Zeitpunkt, an dem das Flötensolo abfällt, sei es leicht zu glauben, dass der Track ein lange verschollenes Juwel aus den späten 1960er-Jahren ist. McCraven ziehe eine Linie von den explorativen Klängen, die sein Vater mit Ikonen wie dem Saxophonisten Archie Shepp oder dem Multiinstrumentalisten Yusef Lateef und der ersten Welle von Rap-Produzenten wie Pete Rock erforscht habe. McCraven habe Jazzaufnahmen großzügig gesampelt, um zu ganz neuen Bereichen der „Beat-Geometrie“ zu gelangen.

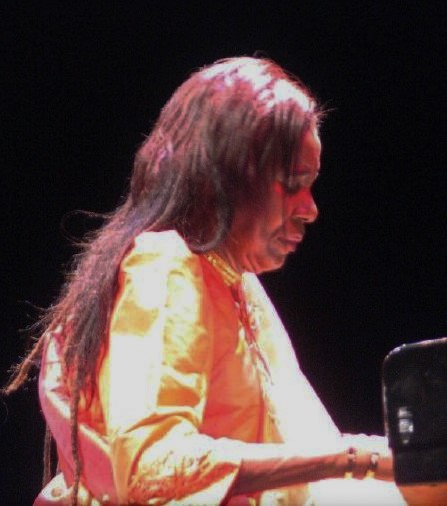
Alice Coltrane (2006)

Jürgen Ziemer schrieb im Rolling Stone, In These Times sei ein wahrhaft orchestrales Werk, eine Suite mit äußerst raffinierten Arrangements. Doch was zuerst auffalle, sei die absolute Schwerelosigkeit dieser Musik. In These Times sei „der perfekte Soundtrack, um die Enge einer Raumkapsel zu verlassen und ein paar Minuten – wie einst Major Tom – in die Unendlichkeit des Weltalls einzutauchen“. Ebenfalls bemerkenswert sei, dass der Faktor Zeit hier kaum eine Rolle zu spielen scheint. Alles sei hier im Fluss, ein ständiges Werden, Sein und Vergehen. Jeder Versuch, diese Musik in Genres zu pressen – egal ob esoterischer Siebziger-Jahre-Jazz, Ambient, symphonischer Soul oder Avantgarde –, sei zum Scheitern verurteilt. Als Referenzen könne man am ehesten Kamasi Washington oder Alice Coltrane heranziehen, aber ohne deren Hang zum erhebend Hymnischen.
Wenn man alles über die Hintergründe des Entstehens dieses Albums weiß, könnte man es entschuldigen, wenn man denkt, dass In These Times „ein großes Exile-on-Main-Street-Durcheinander von einem Album sein könnte“, aber das ist hier weit von der Realität entfernt. Darauf seien elf Stücke, die sich über 41 Minuten erstrecken, mit einer professionellen Konsistenz, die die Hintergrundgeschichte des Albums Lügen strafe. Unglücklicherweise für McCraven sorge das Album aber für ein so sanftes Hörerlebnis, dass es für manche Zuhörer etwas zu leicht in den Hintergrund gleiten könnte. Und das sei sicherlich kein schlimmes Schicksal, aber es brauche einiges an Anstrengung, um zu verhindern, dass In These Times zu einer musikalischen Tapete wird.
In These Times fühle sich an wie sein großes Statement an, schrieb Ryan Leas (Stereogum); Alben wie dieses hätten ein gewisses Gewicht – wenn jemand jahrelang an solcher Musik gearbeitet hat, könnte man sich vorstellen, dass sie [zu sehr] überarbeitet klinge, selbst wenn sie effektiv ist. Doch davon sei bei In These Times nichts zu spüren; es klinge einfach zu anmutig. Hier seien komplexe Kompositionen und Zielsetzungen am Werk, aber die Art und Weise, wie McCraven sie alle akribisch gerendert habe, klinge einfach wie Magie. Aus Sessions und Konzerten im Laufe der Jahre gezogen, sei In These Times „ein Dokument vieler verschiedener Jahre und Orte, die alle zu einem nahtlosen, traumhaften Erlebnis verschmolzen sind.“ Jahre seien mit der Entstehung des Albums vergangen, und im Gegenzug könnte man sich vorstellen, Jahre mit diesem zu verbringen und immer noch neue Schönheiten zu entdecken, wenn das Licht nur ein bisschen anders darauf fällt.
Wie immer fällt McCravens Musik vordergründig unter die Rubrik „Jazz“, meinte Alan Ranta (Exclaim), aber selbst McCraven halte diesen Begriff für etwas unzureichend, um genau zu beschreiben, was er tue. In These Times habe fast so viel mit „Bibliotheks-Funk“, instrumentalem Hip-Hop und Bartókianischem Folk gemeinsam wie mit eher kodifizierten, traditionellen Vorstellungen von Jazz, eine Musik, die einer strengen intellektuellen Überprüfung würdig sei, „aber genauso einfach high und chillig wird“. Musikalisch treibend und überzeugend wirken die neu kombinierten Darbietungen der beteiligten Musiker, als wären sie „aus einer alternativen Vergangenheit gezogen, ein wahr gewordener Bigband-Traum“. Geschmackvoll in Applaus gehüllt, als wäre das Album live vor einem Studiopublikum aufgeführt worden, entführt die nahtlose Mischung den Hörer in eine Welt, in der diese Art von unwirklicher Szenerie möglicherweise auftreten könnte. Doch es liege in der Zukunft, ob irgendetwas von diesem Album am Ende so einflussreich sein wird wie der Amen oder Apache Break, aber McCraven habe eindeutig seinen Teil dazu beigetragen. Er habe die Geschichte lebendig gemacht und sie weitergetragen.

### Charts und Chartplatzierungen
| ChartsChartplatzierungen | Höchstplatzierung | Wochen |
| ------------------------ | ----------------- | ------ |
| Deutschland (GfK)        | 56 (1 Wo.)        | 1      |
| Schweiz (IFPI)           | 92 (1 Wo.)        | 1      |